# 安帕圖約克山 (帕查馬爾卡區)
12°33′41″S 74°27′46″W / 12.56139°S 74.46278°W
安帕圖約克山（Ampatuyoc），是秘魯的山峰，位於該國中南部萬卡韋利卡大區，由丘爾坎帕省的帕查馬爾卡區負責管轄，屬於安地斯山脈的一部分，海拔高度4,200米。